# برج ساتن
برج ساتن (همچنین به عنوان ۵۸ ساتن و ۳ ساتن پِلیس نیز شناخته می‌شود) یک آسمان‌خراش مسکونی در محله ساتن پِلیس در میدتاون شرقی، منهتن نیویورک است.

## معماری
این ساختمان توسط توماس جول هانسن طراحی شده‌است و ۸۴۷ فوت (۲۵۸ متر) ارتفاع دارد. به‌طور مختلف دارای ۶۲ طبقه یا ۶۵ طبقه ذکر شده‌است. این مکان شامل ۲۶۰٬۰۰۰ فوت مربع (۲۴٬۰۰۰ متر مربع) فضای قابل ساخت است.